# Suzzara
Suzzara és un municipi situat al territori de la província de Màntua, a la regió de la Llombardia, (Itàlia).
Suzzara limita amb els municipis de Dosolo, Gonzaga, Luzzara, Motteggiana, Pegognaga i Viadana.
Pertanyen al municipi les frazioni de Brusatasso, Riva, Sailetto, San Prospero, Tabellano i Vie Nuove

## Galeria

Localització de Suzzara a la província de Màntua